# Naomi Ackie
Naomi Ackie (Londres, 22 de agosto de 1991) é uma atriz britânica, conhecida pelo papel de Bonnie na série de televisão The End of the F***ing World. Ela também é conhecida pelo papel de Jannah no filme Star Wars: The Rise of Skywalker (2019). Teve um dos papéis de destaque da terceira temporada de Master of None. Em 2022, recebeu aclamação da crítica por interpretar a cantora Whitney Houston na cinebiografia Whitney Houston: I Wanna Dance with Somebody, que lhe rendeu uma indicação ao BAFTA de melhor ator ou atriz em ascensão.

## Primeiros anos
Naomi Ackie nasceu e foi criada em Walthamstow, Londres, filha de imigrantes de segunda geração de Granada. Seu pai era funcionário da Transport for London e sua mãe trabalhava para o Serviço Nacional de Saúde. Ela é a segunda de três filhos e tem um irmão e uma irmã mais velhos.
Seu primeiro papel foi aos onze anos, interpretando o anjo Gabriel em uma peça de natal na escola. Ela estudou na Royal Central School of Speech and Drama e se formou em 2012.

## Carreira
O papel de destaque de Ackie no cinema foi em Lady Macbeth (2016), pelo qual ela ganhou o British Independent Film Award de estreante mais promissor em 2017. Em seguida, participou dos filmes Yardie (2018) e Star Wars: The Rise of Skywalker (2019). Em 2019, ganhou um papel principal na segunda temporada da série de comédia dramática The End of the F***ing World, trabalho este que lhe rendeu um British Academy Television Award como Melhor Atriz Coadjuvante. Interpretou uma inspetora escolar em Education, um filme dramático que faz parte da antologia Small Axe.
Ackie protagonizou I Wanna Dance with Somebody, no papel da cantora Whitney Houston. Isso lhe valeu uma indicação ao BAFTA de melhor ator ou atriz em ascensão.
Ackie está escalada para estrelar em Pussy Island, primeiro filme de Zoë Kravitz como diretora, junto de Channing Tatum, e em Mickey 17, de Bong Joon-ho, baseado no romance de ficção científica de Edward Ashton, ao lado de Robert Pattinson, Toni Collette e Mark Ruffalo.

## Prêmios e indicações
| Ano  | Trabalho                                     | Prêmio                                | Categoria                                    | Resultado | Ref.   |
| ---- | -------------------------------------------- | ------------------------------------- | -------------------------------------------- | --------- | ------ |
| 2017 | Lady Macbeth                                 | British Independent Film Award        | Melhor Atriz Coadjuvante                     | Indicado  | [ 17 ] |
| 2017 | Lady Macbeth                                 | British Independent Film Award        | Estreante Mais Promissor                     | Venceu    |        |
| 2017 | Lady Macbeth                                 | Evening Standard British Film Award   | Melhor Atriz Coadjuvante                     | Indicado  |        |
| 2017 | N/A                                          | Screen International Star of Tomorrow | Atores de 2017                               | Venceu    | [ 18 ] |
| 2020 | The End of the F***ing World                 | British Academy Television Awards     | Melhor Atriz Coadjuvante                     | Venceu    |        |
| 2021 | Master of None                               | Black Reel Award for Television       | Melhor Atriz Coadjuvante em Série de Comédia | Indicado  | [ 19 ] |
| 2023 | Whitney Houston: I Wanna Dance with Somebody | British Academy Film Awards           | Melhor Atriz em Ascensão                     | Indicado  |        |